# Callinicus (Exarch)
Callinicus (griechisch Καλλίνικος Kallinikos) war ein oströmischer Patricius und von 596/597 bis 602/603 Exarch von Ravenna.
Callinicus war der Nachfolger des Romanus und ist das erste Mal im Juni 597 als Exarch bezeugt. Er ist der Empfänger von zwei Briefen Papst Gregors I. und wird vom Papst auch in anderen seiner Briefe erwähnt. Callinicus setzte sich bei Gregor, letztlich erfolgreich, für die Anerkennung des Bischofs Maximus von Salona ein.
Der Geschichtsschreiber Paulus Diaconus erwähnt den  Patricius Gallinicus (Hist.Lang., 4, 20), als dieser 601, trotz einer von ihm im Jahr 598 geschlossenen Waffenstillstandsvereinbarung mit den Langobarden, in die Stadt Parma eindrang und die Tochter des Langobardenkönigs Agilulf mit deren Ehemann nach Ravenna führte. Dieser Affront war der Auslöser erneuter Kämpfe mit den Langobarden, welche die römischen Kräfte über Gebühr in Italien banden, da Callinicus zugleich Einfälle der Slawen in Istrien abzuwehren hatte (siehe Balkanfeldzüge des Maurikios) und es anschließend im Osten wieder zu Kämpfen mit dem neupersischen Sassanidenreich kam (siehe Römisch-Persische Kriege).
Über das Ende des Callinicus kursieren in den Quellen unterschiedliche Versionen. Am wahrscheinlichsten ist die, dass Callinicus vom oströmischen Kaiser (Phokas oder noch von Maurikios) abgelöst wurde. An seiner Stelle trat Smaragdus, der dieses Amt schon einmal bekleidet hatte.